# Platja del Trabucador
La platja del Trabucador, o Costa de Fora, és una platja natural del municipi de la Ràpita (Montsià), situada a la península de la Banya, entre la platja de la Barra del Trabucador (a la que sovint se l'anomena també platja del Trabucador), al nord-est, i la platja de la Banya, al sud-oest. Té una longitud de 5.319 metres i una amplada mitjana de 89 metres, formada per sorra mitjana i fina. Al rereplatja hi ha un cordó dunar amb rereduna. És una platja verge, sense edificacions, únicament hi ha el far de la Banya i les Salines de la Trinitat. S'hi accedeix a peu. No està permès l'accés de vehicles. Rere la platja hi ha la Tora dels Conills, lloc on s'acostumen a reproduir els flamencs.